# جوشکاری خودزا
جوشکاری خودزا (به انگلیسی: Autogenous Welding) یکی از روش‌های انجام جوشکاری ذوبی یا جوشکاری فیوژن (به انگلیسی: Fusion Welding) است، که در این روش، جوشکاری بدون فلز پرکننده انجام می‌شود. در جوشکاری خودزا، جوش ممکن است به طور کامل از بخشی از فلز پایه استفاده کند. لازم به ذکر است که جوشکاری حالت جامد (غیر ذوبی)، به دلیل عدم استفاده از ماده‌ی پرکننده‌ی خارجی نیز می‌تواند در دسته جوشکاری خودزا قرار بگیرد.
به طور کلی، می‌توان جوشکاری ذوبی را بر اساس کاربرد و ماهیت ماده‌ی پرکننده به سه روش زیر انجام داد:
- همگن: در روش همگن، جنس فلز پرکننده با جنس فلز پایه یکسان است.
- ناهمگن: در روش ناهمگن، جنس فلز پرکننده با جنس فلز پایه متفاوت است که در این حالت فلز پرکننده هم می‌تواند الکترودی باشد که در طول جوشکاری مصرف می‌شود و یا فلزی از جنس فولاد، مس، زیرکونیوم، منیزیم، یا آلیاژی مبتنی بر نیکل باشد.
- خودزا: در روش خودزا، از هیچ فلز پرکننده‌ای استفاده نمی‌شود و ذوب شدن فلزات پایه، جوش را می‌سازد.[۳]

## انواع فرآیندهای جوشکاری خودزا
جوشکاری خودزا یکی از روش‌های جوشکاری ذوبی است. بعضی از انواع فرایند جوشکاری را می‌توان با روش خودزا انجام داد. مانند: جوشکاری تیگ (جوشکاری تنگستن)، جوش با پرتو لیزر، جوشکاری پلاسما، جوشکاری با پرتو الکترون و جوشکاری هیدروژن اتمی. از طرفی بعضی از فرایندهای جوشکاری با روش خودزا قابل انجام نیستند. مانند: جوشکاری قوسی فلز پوشش‌دار، جوشکاری قوسی با گاز محافظ، جوشکاری قوسی با مفتول تو پودری.

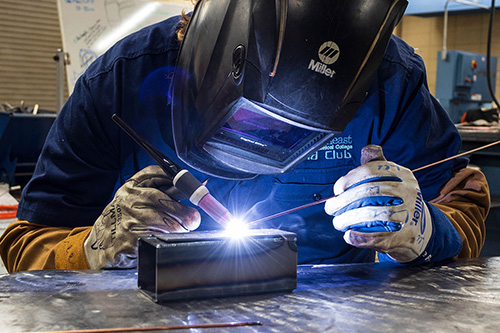
جوشکاری تیگ (TIG) که در ایران به جوشکاری آرگون نیز معروف است که می‌تواند با فلز پرکننده یا بدون آن انجام شود.

### جوشکاری تنگستن (TIG)
جوشکاری تنگستن یا TIG (مخفف: Tungsten Inert Gas) که در ایران بیشتر به جوشکاری آرگون معروف است، یکی از فرآیند های مهم جوش در صنعت جوشکاری است. بر اساس نام‌گذاری انجمن جوشکاری آمریکا، این فرایند با نام GTAW نیز شناخته می‌شود. در فرایند تیگ، از یک الکترود غیر مصرفی از جنس تنگستن یا آلیاژهای آن، برای انتقال جریان الکتریسیته و ایجاد قوس الکتریکی استفاده می‌شود. این فرایند هم با فلز پرکننده و هم بدون فلز پرکننده قابل انجام است. در فرایند جوشکاری تیگ برای جلوگیری از اکسید شدن الکترود و محافظت از منطقه جوش، گازهای خنثی به عنوان گاز محافظ کابرد دارند. هلیوم و آرگون و یا ترکیبی از این دو از جمله گازهای مورد استفاده در این فرایند هستند که دلیل نامگذاری این فرایند به جوشکاری آرگون می‌باشد.

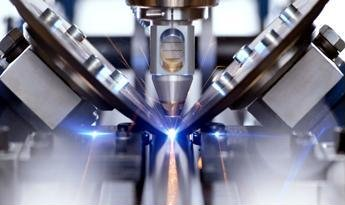
جوشکاری با لیزر

### جوشکاری با پرتو لیزر (LBW)
جوشکاری با پرتو لیزر یا LBW (مخفف: Laser Beam Welding) یکی از فرایندهای جوشکاری است که در آن گرما و حرارت توسط پرتو لیزر پرانرژی تولید می‌شود. پرتو لیزر روی نقطه مورد نظر متمرکز می‌شود و با گرم کردن لبه‌های قطعه‌ی کار، فرایند ذوب و سپس جوش را انجام می‌دهد. جوشکاری با پرتو لیزر شرایط اجرای جوش‌های نازک، عمیق و همچنین جوشکاری با سرعت بالا را فراهم می‌سازد. این فرایند جوشکاری برای صنایع با حجم تولید بالا و قابلیت اتوماسیون زیاد مناسب است.

### جوشکاری پلاسما (PAW)
جوشکاری پلاسما یا PAW (مخفف: Plasma Arc Welding) نوعی از جوشکاری با قوس الکتریکی است که بسیار شبیه به جوشکاری تیگ است. طی این فرایند یک قوس پلاسما بین الکترود و قطعه شکل می‌گیرد که منجر به تمرکز حرارتی زیاد و در نتیجه خط جوشی با پهنای کم و عمق زیاد می‌شود. در جوشکاری پلاسما، در جهتِ تماس بیشتر گازهای ورودی با قوس الکتریکی و یونیزه شدن و در نتیجه ایجاد جریان پلاسما، نوک الکترود درون سرپیک قرار دارد که یکی از اصلی‌ترین تفاوت های این فرایند با جوشکاری تیگ است. از جمله مزیت‌های مهم جوشکاری پلاسما می‌توان به قابلیت بالای هدایت قوس الکتریکی، نفوذ بهتر درون قطعه و پاشیدگی کمتر اشاره کرد. هزینه این فرایند بالا است.

### جوشکاری با پرتو الکترون (EBW)
جوشکاری با پرتو الکترون یا EBW (مخفف: Electron Beam Welding) با تاباندن پرتویی از الکترون‌های پرسرعت به محل تلاقی دو قطعه و در نتیجه تبدیل انرژی جنبشی الکترون‌ها به گرما منجر به جوش قطعات و سپس اتصال آنها به یکدیگر می‌شود. برای جلوگیری از پراکندگی الکترون‌ها این جوشکاری در محفظه‌ی خلاء انجام می‌شود.

### جوشکاری هیدروژن اتمی (AHW)
جوشکاری هیدرون اتمی یا AHW (مخفف: Atomic Hydrogen Welding) نوعی جوشکاری قوس الکتریکی است که در جو متشکل از هیدروژن انجام می‌شود. در این فرایند قوس الکتریکی بین دو الکترود فلزی تنگستن ایجاد می‌شود و منجر به تجزیه مولکول‌های هیدروژن می‌شود. مولکول‌های هیدروژن با انتشار شدید گرما از نو ترکیب می‌شوند و دما را افزایش می‌دهند. در این فرایند استفاده از فلز پرکننده اختیاری است.

### جوشکاری حالت جامد
جوشکاری غیر ذوبی یا جوشکاری حالت جامد (Solid State Welding) گروهی از فرایندهای جوشکاری است که بدون ذوب کردن و تشکیل حوضچه مذاب، جوش را ایجاد می‌کند. جوشکاری حالت جامد، به دلیل اینکه از ماده خارجی پرکننده‌ای برای ایجاد جوش استفاده نمی‌کند، می‌تواند در دسته جوشکاری خودزا قرار بگیرد. انواع روش‌های جوشکاری حالت جامد عبارتند از:
- جوشکاری فشاری
- جوشکاری انفجاری
- جوشکاری اصطکاکی
- جوشکاری با امواج صوتی
- جوشکاری آهنگری یا پتکه‌ای
- جوشکاری مقاومتی
- جوشکاری نفوذی

## مزایای جوشکاری خودزا
- برای جوش دادن ورقه‌های نازک، جوشکاری با روش خودزا بهترین گزینه است.[۱]
- به دلیل عدم استفاده از فلز پرکننده منجر به کاهش هزینه می‌شود.[۱]
- به دلیل عدم استفاده از فلز پرکننده خارجی اجزای جوش مواد اضافی برای حذف ندارند، در نتیجه در این روش نیازی به سنگ‌زنی نیست. [۲][۴]
- در این روش به دلیل عدم استفاده از فلز پرکننده، مهره جوش‌های نامتناقض و ناهموار تشکیل نمی‌شود و در نتیجه ظاهر جوش بهتر است.[۳]
- اتوماسیون و خودکارسازی در عملیات جوشکاری خودزا به راحتی انجام می‌شود.[۲]

## معایب جوشکاری خودزا
جوشکاری خودزا برای بسیاری از شرایط کاربردی است ولی با این‌حال در بعضی شرایط از جوشکاری خودزا نمی‌توان استفاده کرد:
- جوشکاری خودزا برای جوش‌های با استحکام بالا مناسب نیست.
- جوشکاری خودزا برای اتصال لب به لب (Butt joint) بسیار مناسب است ولی برای سایر اتصالات مناسب نیست.
- این روش برای صفحاتی با ضخامت بیشتر از 2 الی 3 میلی‌متر که نیاز به نفوذ کامل دارند مناسب نیست.

از دیگر معایب جوشکاری خودزا که می‌توان به آن اشاره کرد:
- این روش فقط برای اتصال لب به لب مربعی مناسب است.[۴]
- برای  اتصال بیشتر از دو قطعه مناسب نیست.[۴]
- با توجه به اینکه در این روش بخشی از فلز پایه ذوب می‌شود تا جوش ایجاد شود، جسم در محل جوش به اندازه‌ی 5 تا 20 درصد ضعیف‌تر می‌شود.[۱]
- جوش‌های مختلف به دلیل رقیق شدن باعث تغییر در خصوصیات جوش می‌شود.